# Ulrich Drewes
Ulrich Drewes (* 30. Juni 1966 in Hamburg) ist ein deutscher Schauspieler.

## Leben und Karriere
Ulrich Drewes absolvierte von 1989 bis 1993 eine Schauspielausbildung. Er besuchte den Hollywood Acting Workshop in Köln bei M.K. Lewis. Im Anschluss stand er u. a. im Thalia Theater Hamburg, bei den Bad Hersfelder Festspielen und am Stadttheater Paderborn auf der Bühne.
2007 war Drewes als Kommissar Bauer in 35 Folgen von Wege zum Glück zu sehen. 2008 spielte er für 45 Folgen in Anna und die Liebe die Rolle des Privatdetektivs Jaecki Schulz. 200 Folgen nach seinem Ausstieg hatte er 2009 in der Serie noch einen Kurzauftritt.
Vom 10. März 2009 bis zum 24. Februar 2010 war er in der Telenovela Alisa – Folge deinem Herzen als Bernhardt Hundt zu sehen. Nach der Titeländerung auf Hanna – Folge deinem Herzen mit neuer Hauptdarstellerin ab Folge 241 war Drewes noch bis zum 9. März 2010 (Folge 249) in der Telenovela in derselben Rolle zu sehen.
Von Oktober 2010 bis September 2011 (Folgen 3–234) spielte er in der Daily-Soap Hand aufs Herz die Hauptrolle des Stefan Bergmann. Von 2012 bis 2013 spielte er die Hauptrolle des Rüdiger Steinkamp bei Alles was zählt.

## Filmografie
- 1991–1993: Leonie Löwenherz
- 1993: Die Gerichtsreporterin
- 1994: Sylter Geschichten
- 1995: Blankenese
- 1995: Die Frau des Anwalts
- 1996–1997: Unter uns (ca. 30 Folgen)
- 1997–1998: Geliebte Schwestern
- 1998: Der Kuss des Killers
- 1999: Verbotene Liebe (vier Folgen)
- 1999: Mallorca – Suche nach dem Paradies
- 1999: Küstenwache (Folge 2x10)
- 1999: Die Anrheiner
- 2000: Großstadtrevier (Folge 10x08)
- 2000: Die Wache
- 2000: Dachschaden
- 2001: Alphateam
- 2001: Edel & Starck
- 2002: Tatort – Undercover
- 2002: Die Pfefferkörner
- 2002–2004: Hinter Gittern – Der Frauenknast (81 Folgen)
- 2005–2007: Die Rettungsflieger (Folgen 10x4, 10x5, 11x04)
- 2005: Ein Fall für B.A.R.Z.
- 2005: Um Himmels Willen
- 2006: Tatort – Feuerkämpfer
- 2007: Wege zum Glück (35 Folgen)
- 2008: GSG 9 – Ihr Einsatz ist ihr Leben (Folge 2x07)
- 2008–2009: Anna und die Liebe (46 Folgen)
- 2009–2010: Alisa – Folge deinem Herzen (als Bernhardt Hundt)
- 2010–2011: Hand aufs Herz
- 2012–2014: Alles was zählt
- 2016: Alarm für Cobra 11 – Die Autobahnpolizei – Drift